# Герасимов, Александр Михайлович
Алекса́ндр Миха́йлович Гера́симов (31 июля [12 августа] 1881, Козлов, Тамбовская губерния, Российская империя — 23 июля 1963, Москва, СССР) — русский и советский живописец, идеолог «социалистического реализма», один из крупнейших московских художников сталинской эпохи, художественный теоретик и педагог; мастер исторической и жанровой картины на тематику Революции 1917 года и первых советских десятилетий, также работал как портретист и пейзажист, занимался архитектурной графикой и монументальной скульптурой. Один из первых действительных членов (с 1947) и первый президент (в 1947–1957) Академии художеств СССР. Народный художник СССР (1943), лауреат четырёх Сталинских премий (1941, 1943, 1946, 1949).

## Биография

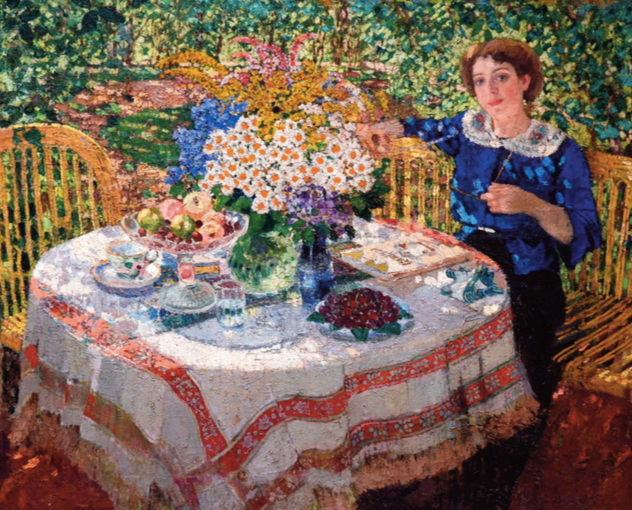
А. М. Герасимов. «В саду. Портрет Н. Гиляровской». 1914

Герасимов А. М. «Портрет старейших художников: Павлова И. Н., Бакшеева В. Н., Бялыницкого-Бирули В. К., Мешкова В. Н.» 1944, ГТГ

Родился 31 июля (12 августа) 1881 года в Козлове (ныне Мичуринск, Тамбовская область) в мещанской семье Михаила Софроновича и Евдокии Яковлевны Герасимовых. Оба родителя происходили из бывших крепостных крестьян (отец — помещиков Чичериных, мать — помещиков Сатиных). Отец художника в какой-то момент был ключником в бане, затем продвинулся до приказчика, а в 30 лет завёл собственное дело, став прасолом. Торговал лошадьми и быками, которых пригонял в Козлов с Нижнего Дона.
В 1903—1915 годах обучался в Московском училище живописи, ваяния и зодчества у К. А. Коровина, А. Е. Архипова и В. А. Серова. В 1915 году был мобилизован в армию и до 1917 года находился на фронтах Первой мировой войны. Как нестроевой солдат, служил в санитарном поезде на Юго-Западном фронте. После демобилизации в 1918—1925 годах жил и работал в Козлове.
В 1925 году переехал в Москву, вступил в АХРР, преподавал в Училище памяти 1905 года. Летом 1934 года получил творческую командировку на три месяца в Германию, Францию, Италию и Турцию.
В 1939—1954 годах был председателем оргкомитета Союза художников СССР. В 1943 году передал свои личные сбережения, 50 000 рублей, в Фонд обороны.
Один из первых носителей почётного звания «Народный художник СССР», учреждённого 26 июля 1943 года, наряду с художником Борисом Иогансоном, скульпторами Сергеем Меркуровым и Верой Мухиной. С 1947 года — действительный член, в 1947—1957 годах — первый президент АХ СССР.
В 1951 году стал доктором искусствоведения. Один из крупнейших советских художников 1930-х — 1950-х годов. Увлекавшийся в молодости импрессионизмом, в 1920-е годы начал писать картины в жанре социалистического реализма. Картины написаны яркими, насыщенными красками и часто посвящены советской и партийной истории.
Был любимым художником И. В. Сталина. Его портреты работы художника при жизни вождя считались каноническими. Дружил с К. Е. Ворошиловым, который бывал у него в гостях в Мичуринске. Написал много портретов К. Е. Ворошилова.
Был также книжным иллюстратором («Тарас Бульба» Н. В. Гоголя).
В мае 1949 год журнал «Огонёк» поместил фоторепродукции картин и скульптур крупнейших западных модернистов, в том числе Сальвадора Дали с комментариями президента Академии художеств А. Герасимова. Последний сообщал, что в полотнах ведущих буржуазных живописцев отражаются «идеи воинствующего империализма с его расовой ненавистью, жаждой мирового господства, космополитизмом, зоологическим человеконенавистничеством, отрицанием культуры, науки и подлинного реалистического искусства».
С началом правления Н. С. Хрущёва был постепенно освобождён от всех постов, а картины художника были удалены из музейных экспозиций.
Член ВКП(б) с 1950 года. Депутат ВС РСФСР II—IV созывов.
Умер 23 июля 1963 года в Москве; похоронен на Новодевичьем кладбище (уч. 8).

## В родном городе
По его проекту в 1913 году в Козлове было построено здание Драматического театра.
В 1977 году в Мичуринске открылся Музей-усадьба А. М. Герасимова, филиал Тамбовской областной картинной галереи, в выставочном зале которого экспонируется самая большая коллекция произведений художника (141 работа).
12 августа 1981 года к 100-летию со дня рождения А. М. Герасимова на площади перед музеем-усадьбой был установлен бронзовый бюст художника работы народного художника СССР Е. В. Вучетича.
В Мичуринске имя А. М. Герасимова носят детская художественная школа и улица, на которой находится музей-усадьба.

## Награды и звания
- Заслуженный деятель искусств РСФСР (1936)
- Народный художник СССР (1943)
- Сталинская премия первой степени (1941) — за картину «И. В. Сталин и К. Е. Ворошилов в Кремле»[9]
- Сталинская премия первой степени (1943) — за картину «Гимн Октябрю», 100 000 рублей переданы на постройку танка «Иван Мичурин»[10]
- Сталинская премия первой степени (1946) — за групповой портрет четырёх старейших советских художников И. Н. Павлова, В. Н. Бакшеева, В. К. Бялыницкого-Бирули, В. Н. Мешкова
- Сталинская премия второй степени (1949) — за картину «И. В. Сталин у гроба А. А. Жданова»[11]
- Орден Ленина (1936)[12]
- Два ордена Трудового Красного Знамени (1951[13] и 1961)
- Медаль «За доблестный труд в Великой Отечественной войне 1941—1945 гг.»
- Медаль «В память 800-летия Москвы»
- Академик АХ СССР (1947)
- Доктор искусствоведения (1951)

## Избранные полотна
- 1912 — «Тройка»[14], Мичуринск, Музей-усадьба А. М. Герасимова
- 1913 — «В саду. Портрет Н. Гиляровской»[15], Мичуринск, Музей-усадьба А. М. Герасимова
- 1913 — «Портрет искусствоведа В. М. Лобанова»[16][17], Мичуринск, Музей-усадьба А. М. Герасимова
- 1914 — «Букет цветов. Окно», Ставрополь, Ставропольский краевой музей изобразительных искусств
- 1927 — «Женский портрет»[18], Мичуринск, Музей-усадьба А. М. Герасимова
- 1930 — «Ленин на трибуне», Москва, Государственный исторический музей
- 1931 — «Автопортрет»[19], Мичуринск, Музей-усадьба А. М. Герасимова
- 1931 — «Доклад тов. Сталина на XVI партсъезде», Москва, Государственный исторический музей
- 1932 — «Пчёлы звенят»[20], Ульяновск, Областной художественный музей
- 1934 — «Айя-София», Москва, частное собрание
- 1934 — «Париж ночью»[21], Санкт-Петербург, Русский музей
- 1934 — «Монмартр ночью»[22], Москва, Музей русского импрессионизма
- 1934 — «Семейный портрет», Минск, Национальный художественный музей Республики Беларусь
- 1935 — «После дождя» («Мокрая терраса»), Москва, Третьяковская галерея
- 1935 — «Первая конная армия», Москва, Третьяковская галерея
- 1938 — «И. В. Сталин и К. Е. Ворошилов в Кремле», Москва, Третьяковская галерея. В народе картину в шутку прозвали «Два вождя после дождя»
- 1938  — «В бане», Мичуринск, Дом-музей А. М. Герасимова
- 1938 — «Деревенская баня»[23], Мичуринск, Музей-усадьба А. М. Герасимова
- 1939 — «Портрет балерины О. В. Лепешинской», Москва, Третьяковская галерея
- 1939 — «Портрет актрисы А. К. Тарасовой»[24], Санкт-Петербург, Русский музей
- 1939 — «И. В. Сталин и А. М. Горький в Горках»
- 1942 — «Гимн Октябрю»[25], Санкт-Петербург, Русский музей
- 1944 — «Портрет старейших советских художников»[26], Москва, Третьяковская галерея
- 1945 — «Тегеранская конференция руководителей трёх великих держав», Москва, Третьяковская галерея
- 1947 — «Портрет балерины Софьи Головкиной», Волгоград, Музей изобразительных искусств имени И. И. Машкова
- 1948 — «И. В. Сталин у гроба А. А. Жданова», Москва, Третьяковская галерея
- 1948 — «Портрет В. М. Молотова»[27], Екатеринбург, Екатеринбургский музей изобразительных искусств
- 1949 — «Есть метро!»
- 1950 — «Летний день»[28], Москва, Музей русского импрессионизма
- 1951 — «Гроза», Москва, Третьяковская галерея
- 1953 — «Бомбейская танцовщица»
- 1954 — «Портрет премьер-министра Индии Джавахарлала Неру»[29], Пермь, Пермская государственная художественная галерея
- 1954 — «Вести с целины»[30], Новокузнецк, Новокузнецкий художественный музей
- 1955 — «Половецкие пляски», Москва, частное собрание
- 1957 — «Портрет народных артисток СССР А. А. Яблочкиной, Е. Д. Турчаниновой, В. Н. Рыжовой»[где?]

## Публикации
- Герасимов А. М. Жизнь художника. — М. : Издательство Академии художеств СССР, 1963. — 232 с. — 16 300 экз.